# Belle d'Anjou
Pour les articles homonymes, voir Anjou (homonymie).
 (novembre 2018).
'Belle d'Anjou' est un cultivar de rosier moderne obtenu par le rosiériste français Dominique Massad dans la série « Les Provencelles ».

## Présentation
Cette rose a l'apparence d'une rose ancienne avec de très grandes fleurs doubles « chiffonnées » d'environ 13 cm de diamètre, pouvant présenter 100 pétales. Elles sont d'une couleur abricot cuivré virant ensuite vers le rose et peu parfumées. Cette variété étant remontante, il faut couper les fleurs fanées pour assurer une ou deux floraisons après celle de la fin du printemps.
Le buisson de ce rosier s'élève à 1 m de hauteur et s'étend à 70 cm de largeur avec un feuillage vert brillant et dentelé. Il est bien résistant aux maladies.